# Буркова (деревня)
Буркова — деревня в Аларском районе Усть-Ордынского Бурятского округа Иркутской области. Входит в муниципальное образование «Ныгда».

## География
Деревня расположена примерно в 50 км к югу от районного центра.

## Внутреннее деление
Состоит из 4 улиц:
- Болотная
- набережная
- Центральная
- Школьная

## Происхождение названия
Некоторые ошибочно считают, что название деревни произошло от сокращённого названия Бурятского Кавалерийского полка и первоначально писалось как Буркав. Однако, этот населённый пункт существовал ещё до создания данной воинской единицы, что опровергает это предположение.
По предположению Гавриила Богданова название Буркова происходит от фамилии одного из жителей.
По данным Жана Зимина населённый пункт возник в результате переселения из Монголии бурятского рода хонгодоров как улус, что говорит о возможности бурятского происхождения его названия.

## История
По данным Жана Зимина населённый пункт возник в результате переселения из Монголии бурятского рода хонгодоров как улус. На 1874 год улус Бурковский, где насчитывалось 15 жителей. К 1874 году население возросло до 102 человек. На 1883 год насчитывалось 395 жителей.

## Население
| 2002 | 2010 | 2011 | 2012 |
| ---- | ---- | ---- | ---- |
| 193  | ↘138 | →138 | ↗140 |

## Известные уроженцы
- Доржиев, Дажуп Дансаранович (1901—1938) — деятель ВКП(б), председатель СНК Бурят-Монгольской АССР.
- Мельхеев, Матвей Николаевич (1906—1982) — советский физикогеограф и топонимист, автор книг по топонимике и истории Прибайкалья.